# Francisco de Cubas
Francisco de Cubas y González-Montes (Madrid, 13 aprile 1826 – Madrid, 2 gennaio 1899) è stato un architetto e politico spagnolo. È conosciuto anche con il titolo nobiliare di Marchese di Cuba.
La sua opera architettonica più importante fu il progetto della Cattedrale dell'Almudena a Madrid, in stile neogotico, e il Museo d'Antropologia di Madrid. Fu descritto come uno dei più importanti architetti della città di Madrid del XIX secolo.
In ambito politico fu deputato e senatore del Regno di Spagna e Sindaco della città di Madrid.

## Biografia
Francisco de Cubas y González-Montes nacque a Madrid il 13 di aprile dell'anno 1826. Studiò architettura alla Scuola d'Architettura di Madrid per poi completare la sua formazione a Roma e in Grecia, per poter studiare da vicino gli edifici classici. Ottenne il titolo d'architetto il 17 dicembre del 1855 e, posteriormente, passò i suoi primi anni di lavoro nello studio di Antonio Zabaleta.
Fu membro della Real Academia de Bellas Artes de San Fernando dal 27 di novembre del 1870, riuscendo a sviluppare anche una prolifica carriera politica cittadina, riuscendo prima ad essere Deputato e poi, nel 1892, diventare sindaco della città di Madrid.
Dal 1896 al 1899, anno della sua morte, fu Senatore per la Provincia di Avila.
Il suo corpo è sepolto all'interno della sua opera maestra, la Cattedrale dell'Almudena, insieme a quella che fu sua moglie, Matilde de Erice y Urquijo.

## Architettura

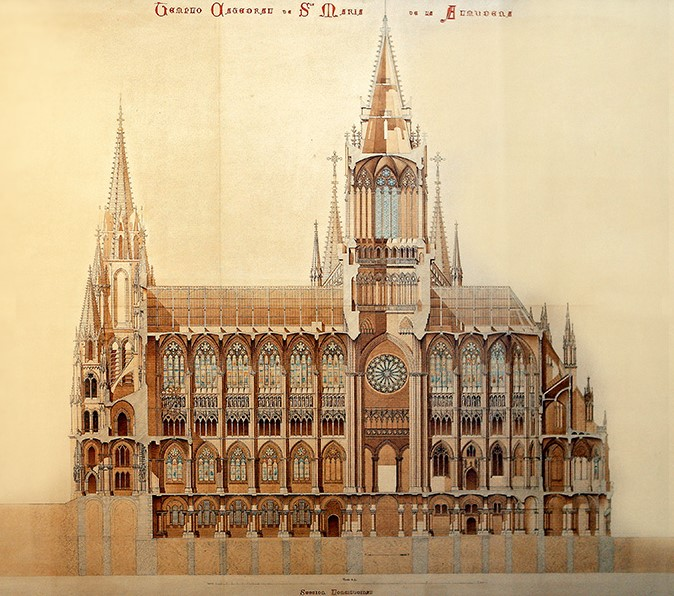
Progetto originario della Cattedrale dell'Almudena, ad opera di Francisco de Cubas.

Le prime opere architettoniche di Francisco de Cubas sono caratterizzate da un forte stile classico e rinascimentale. Col passare degli anni, si nota come lo stile di Francisco de Cubas virò verso linee più neomedievali e neogotiche.
Fra le sue opere più  importanti possiamo incontrare l'Università di Deusto, della città di Bilbao, il Museo Nacional de Antropología di Madrid, il palazzo di Arenzana (attuale ambasciata francese nella capitale spagnola) o il Convento delle Serve si Santa Maria.
La sua creazione più famosa rimane la Cattedrale dell'Almudena, la chiesa della Santa Patrona della città di Madrid. Tuttavia, durante la costruzione dell'edificio, cominciato nel 1833, il disegno originale fu completamente cambiato a mano dell'architetto italiano Giovanni Battista Sacchetti.